# Cephalopholis cruentata
Cephalopholis cruentata är en fiskart som först beskrevs av Lacepède 1802.  Cephalopholis cruentata ingår i släktet Cephalopholis och familjen havsabborrfiskar. IUCN kategoriserar arten globalt som livskraftig. Inga underarter finns listade i Catalogue of Life.